# Meindert Zaalberg
Meindert Huibert Zaalberg (Leiden, 28 juni 1907 - Ommen, 26 april 1989) was een Nederlandse pottenbakker en kunstenaar die bekend werd door zijn eenvoudige en functionele keramiek. 
Meindert Zaalberg was de middelste in een familie van drie generaties pottenbakkers. Hij is de oudste zoon van pottenbakker Herman Zaalberg die in 1918 pottenbakkerij ‘Aardewerkfabriek De Rijn’ oprichtte in Zoeterwoude. Vader Herman was oorspronkelijk opgeleid in het tekenvak, maar koos voor het ambacht van pottenbakker. Nadat hij eerst als tekenaar had gewerkt bij Brouwers Aardewerk Vredelust in Leiderdorp, richtte hij in 1918 aan de Hoge Rijndijk een eigen bedrijf op, speciaal voor het sgraffitowerk.
Meindert werkte reeds op twaalfjarige leeftijd in de potterij van zijn vader. Hij kreeg de opleiding aan de Mathesis Scientiarum Genitrix in Leiden in de vakken chemie, tekenen en boetseren. In 1925 reisde Meindert naar Engeland en deed daar een studie oosterse keramiek. In 1931 trouwde hij met Truus den Braver.

## Potterij
In 1929 brandde de pottenbakkerij tot de grond toe af. De  doorstart werd gemaakt in een bedrijfsruimte aan de Hoge Rijndijk. In 1937 zette hij het bedrijf van zijn vader voort onder de naam Potterij Zaalberg. Het eerste handgedraaide servies was in 1937 te zien tijdens een expositie in de Utrechtse Jaarbeurs. Na de Tweede Wereldoorlog groeide de belangstelling voor ambachtelijk vervaardigde gebruiksvoorwerpen, wat leidde tot een bloeiperiode de pottenbakkerij. In 1946 reisde Meindert naar Parijs en bestudeerde er vooral de Babylonische kunst in het Louvre. In 1958 werd de uitspanning Het Witte Huis aan de Hoge Rijndijk aangekocht. In 1962 verhuisde hij naar een nieuw eigen atelier, het Pottershuis aan de Hammerweg in Ommen.  Werk dat hij in Ommen zou maken zijn het doopvont in de Gereformeerde Kerk en de keramische plastieken op de melkfabriek.   In Ommen maakte Zaalberg in 1969 een tegeltableau naar ontwerp van het embleem van Het Baarnsch Lyceum.  Als voorbeeld werd een stoffen embleem meegegeven dat de toneelgordijnen in de aula van de school sierde.

## Werk
Na de Tweede Wereldoorlog steeg de vraag naar ambachtelijk vervaardigde serviezen. Zijn werk kenmerkt zich door eenvoudige vormen en rustige glazuren, vaak met een focus op functionaliteit. Rond 1955 experimenteerde hij met porselein, bijvoorbeeld de Marco Poloserie. Na 1945 werden vooral serviezen gedraaid. De Zaalbergs produceerden vooral sober en elegant serviesgoed, maar ook muurreliëfs, monumentale vazen en daarnaast ook muurreliëfs. Bij hun werk is kleur belangrijk.  De firma specialiseert zich in ambachtelijk werk en kiest niet voor industriële fabricage. 
In 1962 werd Potterij Zaalberg overgenomen door Meinderts beide zoons, Gijsbert ‘Gijb’ Zaalberg (1937) en Herman jr. (1935). Gijb Zaalberg zal later zelfstandig pottenbakker worden nabij Oosterwijk, bij Leerdam. 
In 2001 werd het maken van gebruikskeramiek gestaakt  en werden uitsluitend kostbare unica vervaardigd.

## Reizen
Zaalberg maakte meerdere reizen voor zijn werk. Zo werd in 1939  een studiereis naar Noorwegen gemaakt. In 1954 nam Zaalberg deel aan een internationaal pottenbakkerscongres in Engeland. In 1957 volgden studiereizen naar Italië en Zuid-Frankrijk. In 1963 volgden reizen naar Suriname, West-Indië en Mexico. Enkele jaren later volgden reizen naar Amerika, Joegoslavië en Griekenland. Meindert Zaalberg overleed in Zwolle op 26 april 1989.  

## Erkenning
In 1936 vond zijn eerste expositie plaats. Een jaar later ontving hij een gouden medaille bij de Wereldtentoonstelling te Parijs.
Exposities werden onder meer gehouden in het Stedelijk Museum Amsterdam, Museum De Lakenhal in Leiden en Museum Boijmans Van Beuningen te Rotterdam.
Werk van Zaalberg werd aangekocht door Museum Boijmans Van Beuningen, het Centraal Museum in Utrecht en Keramiekmuseum Princessehof in Leeuwarden.  Zaalberg werd in 1968 benoemd tot ridder in de Orde van Oranje-Nassau.